# Zasada neutralności pieniądza
Zasada neutralności pieniądza – występuje wówczas, gdy zmiany podaży pieniądza prowadzą wyłącznie do proporcjonalnego dostosowania się wielkości nominalnych i nie wpływają na realne zmienne ekonomiczne, takie jak produkcja, bezrobocie, czy realny kurs walutowy.
Ekonomiści, zwłaszcza głównego nurtu, uznają, iż pieniądz jest neutralny w średnim i długim horyzoncie czasowym. W krótkim okresie uznawana jest hipoteza braku neutralności pieniądza, gdyż wzrost podaży pieniądza powoduje spadek jego ceny – stopy procentowej, co przekłada się na wzrost możliwości produkcyjnych gospodarki oraz konsumpcyjnych społeczeństwa. Neutralność pieniądza oznacza, że stymulowanie koniunktury gospodarczej za pomocą powiększania ilości pieniądza w obiegu jest całkowicie nieskuteczne i prowadzi do wzrostu tempa inflacji, nie zaś do zwiększenia produkcji i zatrudnienia.
Niekiedy mówi się o superneutralności pieniądza, cesze silniejszej niż własność neutralności pieniądza. Ta superneutralność oznacza, że nie tylko zmiana podaży pieniądza nie ma wpływu na realną gospodarkę, ale także, że tempo wzrostu podaży pieniądza nie ma żadnego wpływu na zmienne realne. W tym przypadku płace nominalne i ceny pozostają proporcjonalne do nominalnej podaży nie tylko w odpowiedzi na jednorazowe, trwałe zmiany nominalnej podaży pieniądza, ale także w odpowiedzi na trwałe zmiany tempa wzrostu nominalnej podaży pieniądza.
Wiele wskazuje na to, że pierwszym, który pisał o neutralności pieniądza, był David Hume w eseju z 1752 roku On Money. Sam termin został użyty po raz pierwszy przez ekonomistów na kontynencie europejskim na początku XX wieku, ale jego popularność wzrosła po wygłoszonych przez Friedricha von Hayeka wykładach w LSE w 1931 roku, potem opublikowanych w książce Prices and Production.
Milton Friedman (1969) pokazał, jak mogłaby wyglądać taka neutralność pieniądza w eksperymencie myślowym, w którym opisał sytuację, kiedy to helikopter przelatuje nad krajem i rozrzuca pieniądze w taki sposób, że salda gotówkowe każdej osoby podwajają się w dokładnie tym samym momencie – wpływają w tej samej proporcji i w tym samym czasie na salda gotówkowe wszystkich podmiotów gospodarczych.

## Różne podejścia do problematyki neutralności pieniądza
Zasada neutralności pieniądza jest pojmowana w różny sposób przez odmienne „szkoły ekonomiczne” reprezentujące zróżnicowane teorie:
- Neoklasycy – opierali się głównie na zasadzie neutralności pieniądza. Zakładali jednak jedynie długotrwałą neutralność pieniądza, co oznaczało, że impulsy monetarne mogły wytrącać gospodarkę z równowagi w krótkim okresie, ale na dłuższą metę nie miały większego wpływu na wielkość produkcji i zatrudnienia.

- Keynesiści – bazowali na aktywnej polityce gospodarczej i w związku z tym odrzucali założenie o neutralności pieniądza, zarówno w krótkim, jak i w długim okresie.

- Monetaryści – prowadzili atak na „keynesowską ortodoksję”. Poprzez analizę portfelową wyjaśnili neutralność pieniądza. Według monetarystów wzrost podaży pieniądza nie łączy się bezpośrednio ze wzrostem odpowiadającej mu stopy procentowej, a ze spadkiem stóp procentowych od pozostałych aktywów, w tym również kapitału. Wówczas zwiększona podaż zostaje zaakceptowana przez podmioty gospodarcze i ludzie chcąc pozbyć się nadmiernej ilości pieniądza nabywają inne aktywa. Na skutek tego następuje wzrost ich cen i spadek rentowności. Rośnie w wyniku tego procesu względna atrakcyjność pieniądza i skłonność do zaakceptowania jego zwiększonej ilości w portfelach aktywów. W związku z tym pewna ilość dotychczas nieatrakcyjnych przedsięwzięć zostanie podjęta, co zwiększy w gospodarce podaż funkcjonującego kapitału, poziom produkcji i bogactwa.

- Robert Lucas – twierdził, iż racjonalność podmiotów gospodarczych w zasadzie wyklucza możliwość wpływania na poziom produkcji i zatrudnienia w gospodarce za pomocą ekspansywnej polityki pieniężnej nawet w krótkim okresie. Ponadto ewentualna zdolność władz gospodarczych do jakiegokolwiek wpływania na wielkości realne jest tym mniejsza, im bardziej niestabilna była sytuacja ekonomiczna w przeszłości.